# عاتکه بنت یزید
'عاتکه بنت یزید' بن معاویه بن ابی‌سفیان، خلیفه‌زادهٔ اموی بود. وی همسر عبدالملک بن مروان بود که یزید بن عبدالملک و مروان بن عبدالملک فرزندان او بودند. او را دانشمند توصیف می‌کردند؛ همچنین به بخشندگی به نیازمندان مشهور بود حتی گفته شد او پول خود را صرف فقرای خانوادهٔ سفیانی کرد. معروف بود که او حجاب خود را در برابر دوازده خلیفه اموی (از چهارده خلیفه اموی) برمی‌داشت؛ زیرا همه آنها با او محرم بودند و هیچ زنی به این تعداد خلیفه محرم معروف نیست و خلفا عبارتند از:
| خلیفه               | رابطه نسبی   |
| ------------------- | ------------ |
| معاویه بن ابی سفیان | پدربزرگ      |
| یزید بن معاویه      | پدر          |
| معاویه بن یزید      | برادر        |
| مروان بن الحکم      | پدر شوهر     |
| عبد الملک بن مروان  | شوهر         |
| ولید بن عبدالملک    | فرزندان شوهر |
| سلیمان بن عبدالملک  | فرزندان شوهر |
| یزید بن عبدالملک    | پسر          |
| هشام بن عبدالملک    | پسر شوهر     |
| الولید بن یزید      | نوه          |
| یزید بن الولید      | نوه‌های شوهر  |
| ابراهیم بن الولید   | نوه‌های شوهر  |

- فرزندان عاتکه و عبدالملک بن مروان،یزید، مروان و ام‌کلثوم بود.
- عاتکه بنت یزید تمام پول خود را به فقرای خانواده ابوسفیان داد و وقف آنها کرد.
- هنگامی‌که مصعب بن زبیر کشته شد،عبدالملک بن مروان  سرش را به کوفه فرستاد، سپس آن را برای برادرش عبدالعزیز بن مروان در مصر فرستاد؛ سپس او را به دمشق برد؛ بنابرین عاتکه او را شسته و دفن کرد و گفت: آیا آنچه را انجام دادید قبول نکردید تا اینکه در شهرها بگردید؟ این اشتباه است.[۳][۴]
- عاتکه در دوران خلافت اموی در دمشق زندگی می‌کرد؛ وی شاهد مرگ نوه‌اش ولید بن یزید در سال ۱۲۶ هجری قمری (۷۴۴ میلادی) بود.[۵] او در دمشق به خاک سپرده‌شد.